# Ukłyn (przełęcz)
Ukłyn, Uklin albo Przełęcz Uklińska (ukr. Уклин, Уклін albo Уклинський перевал - Ukłynśkyj perewał) – jedna z przełęczy Karpat ukraińskich. Położona w granicach Beskidów Połonińskich, między wsiami Werchnia Grabiwnycja w rejonie wołowieckim i Ukłyn w rejonie swalawskim obwodu zakarpackiego.
Wysokość przełęczy to 551,9 m n.p.m. Przełęczą prowadzi droga samochodowa z twardym pokryciem (droga Т0709) Nyżni Worota – Pidpołozzja – Polana – Swalawa. Zbocza przełęczy są relatywnie płaskie, łatwo dostępne.
- Kiedyś przełęczą prowadziła główna szosa z Lwówszczyzny na Zakarpacie; z Przełęczy Wereckiej do Mukaczewa.